# Президентський симфонічний оркестр
Президентський симфонічний оркестр (тур. Cumhurbaşkanlığı Senfoni Orkestrası), розміщений в Анкарі, є президентським симфонічним оркестром Турецької Республіки, а також вважається одним із перших симфонічних оркестрів у світі.   
Після ліквідації корпусу яничарів у 1826 році султаном Махмудом II, оркестр змінив орієнтацію в діяльності з яничарської музики на європейську.    
17 вересня 1828 року Джузеппе Доніцетті отримав посаду головного диригента оркестру. До султана Вахдеддіна колектив називався Мізіка-і Хумаюн (Mızıka-ı Humayun, Імператорський оркестр). За правління Вахдеддіна його називали Макам-і Хілафет Музікасі (оркестр Каліфів).   
Після заснування Турецької Республіки Державний оркестр 27 квітня 1924 року переїхав до нової столиці Анкари за розпорядженням Мустафи Кемаля Ататюрка, президента-засновника Турецької Республіки. Після переїзду в Анкару зусиллями Османа Зекі Юнгера (в 1924 році) була утворена музична школа (вчителів музики). Пізніше ця школа стала основою Державної консерваторії Анкари .
25 червня 1932 року оркестр отримав нову назву — Республіканський оркестр. Хасан Феріт Алнар став диригентом оркестру і залишався до 1957 року. У 1957 році було прийнято закон про зміну назви оркестру на Президентський симфонічний оркестр. 
Станом на  2015 рік оркестр концертував у Німеччині, Австрії, Болгарії, Румунії, Югославії, Радянському Союзі, Італії, Франції, Швейцарії, Ірані, Іраку, Лівані, Швеції, Норвегії, Фінляндії, Іспанії, Польщі, Кіпрі, Чехословаччині, Південній Кореї, Японії, США та Великої Британії.

## Перелік диригентів
- Джузеппе Доніцетті (1826—1856)
- Каллісто Гвателлі (1856—1899)
- Зекі Юнгер (1924–1934)
- Ахмет Аднан Сайгун (1934–1935)
- Д-р Ернст Преторний (1935–1946)
- Хасан Феріт Алнар (1946–1957)
- Роберт Лоуренс (1957–1959)
- Хікмет Гімшек (1959–2001)
- Бруно Бого (1960–1962)
- Отто Мацерат (1962–1963)
- Проф. Готхолд Е. Лессінг (1963–1971)
- Жан Перрісон (1971–1977)
- Тадеуш Стругала (1977–1982)
- Хікмет Хімшек (1982–1986)
- Ґюрер Айкал (1988–1998)
- Ренгім Гьокмен (2007–? )
- Ероль Ердінч (2011–2013)

## Сесійні диригенти

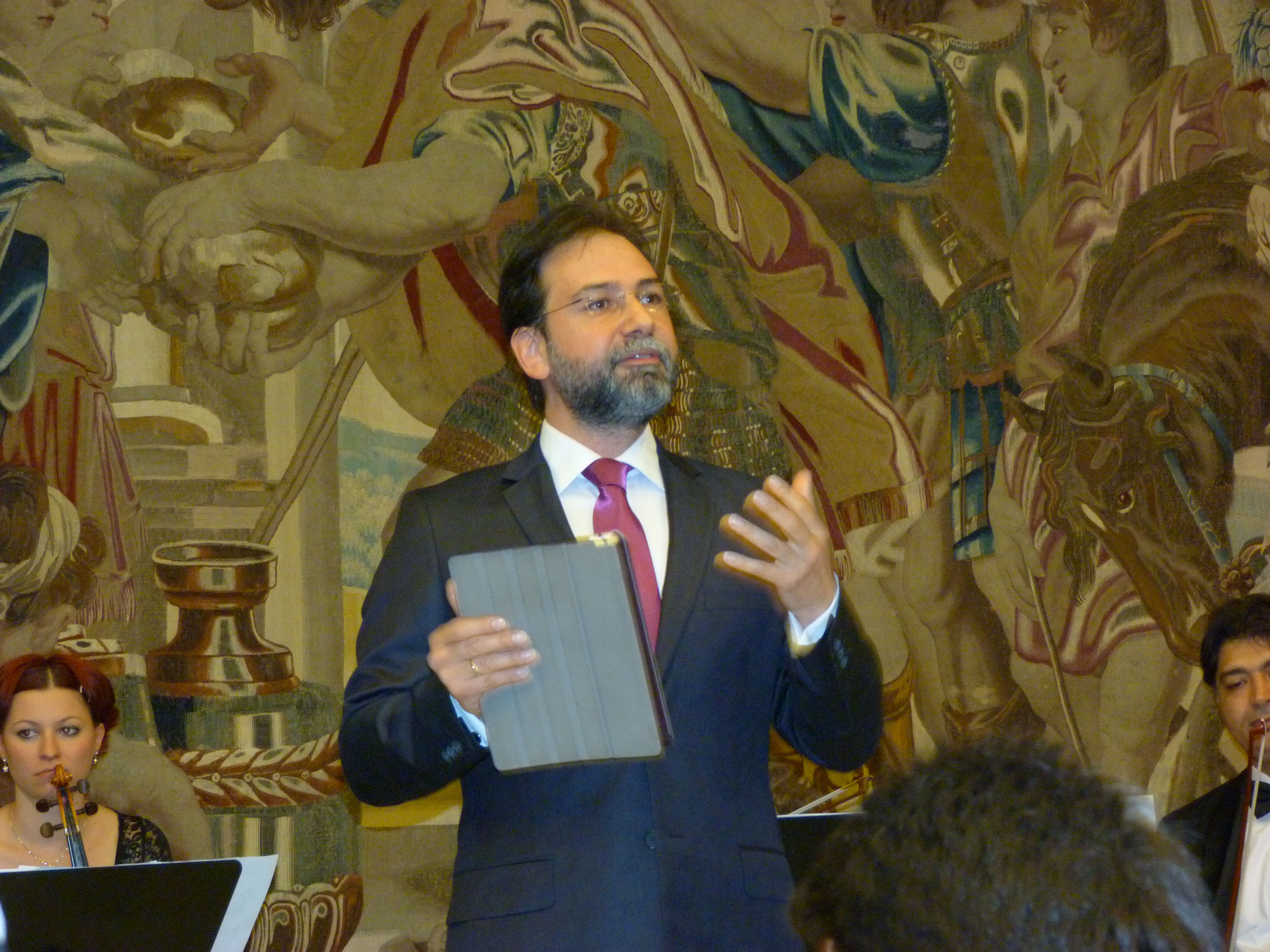
Альпарслан Ертюнгеальп- 2014

- Олександр Рахбарі
- Альпарслан Ертюнгеальп
- Антоніо Піроллі
- Бурак Тюзен
- Джем Мансур
- Дмитро Яблонський
- Дорон Саломон
- Еміль Табаков
- Емін Гювен Яслікам
- Ерол Ердінц
- Ертуг Коркмаз
- Ібрагім Язичі
- Лоренцо Кастріота Скандербег
- Марек Піяровський
- Мішель Табачник
- Naci Özgüc
- Ренгім Гьокмен
- Сервер Ганьєв
- Шардад Рохані
- Тадеуш Стругала
- Вахтанг Мачаваріані